# Château de Frôlois
Le château de Frôlois est une  place forte du XIIIe siècle remaniée jusqu'au XVIIIe siècle  située à Frôlois (Côte-d'Or) en Bourgogne-Franche-Comté .

## Localisation
Le château est situé à l'extrémité sud du village, en bordure d'éperon d'où il domine de plus de 100 mètres la vallée du Vau et la RD 122.

## Historique
En 1117 la guerre sévit entre les seigneuries de Frôlois et de  Mont-Saint-Jean. Des écrits de 1243 et 1301 confirment que la châtellenie de Frôlois est du fief de Saint-Seine. En 1372, elle consiste en un château et ses dépendances sauf le donjon qui dépend de l'Hôpital de Rhodes, ce qui est confirmé en 1614. Le château est alors clos de murailles avec un fossé taillé dans le roc et l'église, le presbytère et le cimetière sont dans l'enceinte. Sa porte est précédée d'un pont-levis et d'un pont-dormant. En 1683, il est vendu à Pierre du Ban de la Feuillée qui fait ériger la terre en comté. En 1795, château ducal est vendu à Nicolas Pierre Regnault. En 1924 il subsiste un "château fort qui fut chef-lieu d'une importante baronnie du duché de Bourgogne".

## Architecture
Les restes du château de Frôlois occupent la pointe sud d'un large éperon qui domine la vallée d'une centaine de mètres. Des bâtiments castraux, ne subsiste qu’un grand corps de logis du XVIIe siècle entouré, au sud et à l'est d’un double niveau de terrasses à l'aplomb de l'à-pic rocheux. Au rez-de-chaussée, une salle du XVIIe siècle et un salon du XVIIIe siècle.

## Mobilier
Dans le salon, plusieurs tapisseries peintes d'origine italienne de Bergame. 